# Битка при Гравия
Битката при Гравия (на гръцки: Μάχη στο Χάνι της Γραβιάς) се води между гръцки революционери и Османската империя по време на Гръцката война за независимост. Гръцкият лидер Одисей Андруцос с отряд от 120 бойци побеждава османска армия, наброяваща 9000 души и артилерия под командването на Омер Вриони.

## Битка
След поражението при Аламана отрядът на Андруцос се барикадира в Гравинския хан, южно от Ламия. По нареждане на Вриони албански войници нападат сградата. След като влизат в нея, те попадат под кръстосан огън и са принудени да отстъпят с големи загуби. Следващата атака се проваля по същия начин.
Ядосан от загубите, Вриони нарежда ханът да бъде подложен на артилерийски обстрел. Андруцос се досеща за намеренията му и успява да отстъпи с хората си незасечен от османците като оставя след себе си шестима убити.